# Clube de Rugby União Portalegre
O Clube de Rugby União Portalegre mais conhecido por CRUP é um clube de Râguebi com sede na cidade de Portalegre e sócio da Federação Portuguesa de Rugby.

## História

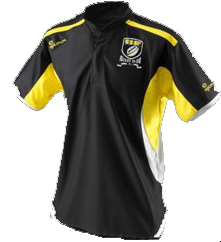
Polo da Época 2008.

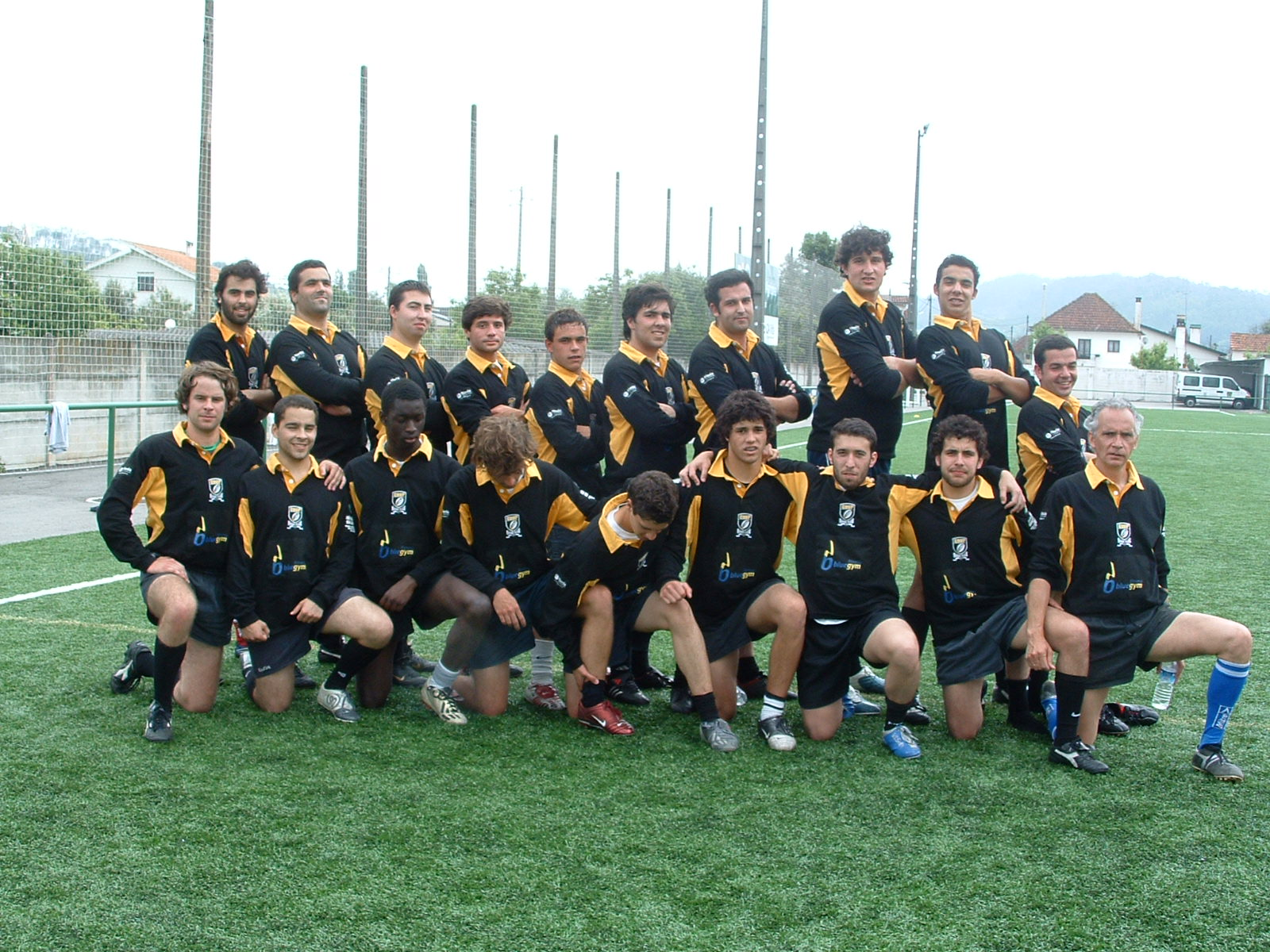
Plantel Sénior 2007/08.

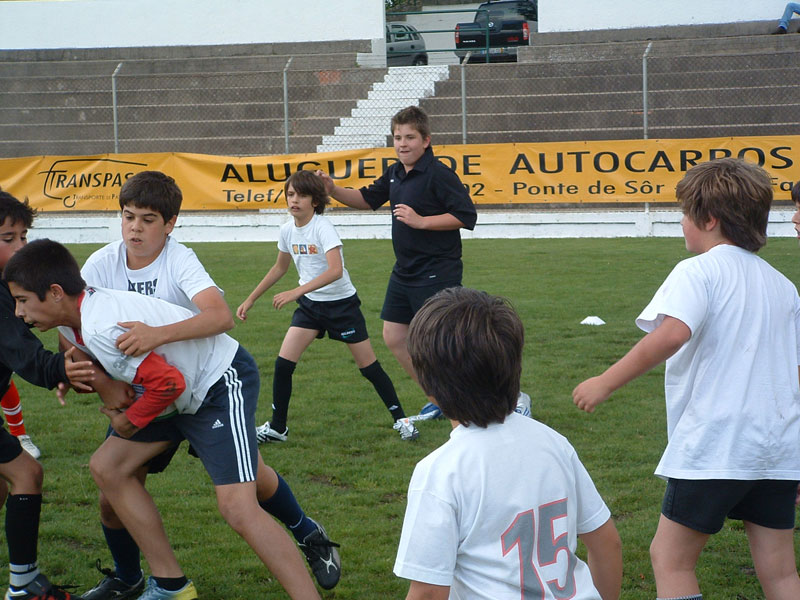
Convivio SUB-14 em Portalegre.

Fundado em 2006, por um grupo de jovens apreciadores de Rugby, o CRUP realiza o seu primeiro treino, entendido como "teste de adesão" em 18 de Março desse ano e regista o seu nome no Cartório Notarial em 26 de Julho do mesmo ano.
O primeiro ano de actividade fica marcado por condicionantes como a ausência, inicial, de um campo de treino adequado à prática da modalidade e, até mesmo, a inexistência, nos primeiros tempos, de equipamento para os seus jogadores. Ainda assim, desde o inicio procurou-se sempre fomentar a prática da modalidade no meio social e desportivo.
Não obstante a força, determinação e entrega dos seus fundadores, o arranque do clube foi, também, impulsionado pelo apoio dos seus simpatizantes, e em particular da autarquia, que, actuando em uníssono, viabilizaram a concretização deste projecto.
Face a isso, no final do primeiro ano de actividade, o CRUP contava, aproximadamente, com 50 praticantes (iniciados, juvenis, juniores, seniores, masculinos e femininos) e com boas condições de treino (Enquadramento técnico, campo sintético, ginásio, equipamento de treino…) fruto da criação de laços cada vez mais próximos da população (Feira do desporto, expo-escolas, actividades nas escolas).
O CRUP desde os primeiros momentos define-se como "um clube dinâmico, com várias facetas, tanto na implementação, divulgação, promoção e formação da prática do Rugby em Portalegre, como no fomento do interesse dos organismos públicos e privados para o desenvolvimento deste projecto desportivo, dotando o clube e a cidade de infra-estruturas e equipamentos necessários à prática da modalidade".
Venceu o Prémio Mais Iniciativa da Revista Mais Alentejo no ano de 2006

## Dirigentes
Assembleia
- Presidente: Gonçalo Crucho
- Vice Presidente: João Matos Rosa
- Secretário: João da Cal
- Vogal Miguel Elias

Conselho Fiscal
- Presidente: Paulo Nunes
- Secretário: João Miguéns
- Relator: João Pinto
- Vogal: Cabé

Direcção
- Presidente: Francisco Barbado
- Secretário: Ricardo Gaio
- Tesoureiro: Cristina Pereira
- Vogal: Bernardo Costa

Gabinete de Apoio
- Físio: Ricardo Mourato
- Psicólogo: Miguel Arriaga

## Treinadores

### Treinadores Seniores/Sub 18
| Nome            | Posição             |
| --------------- | ------------------- |
| João Furtado    | Treinador principal |
| Luis Correia    | Treinador-Adjunto   |
| Ricardo Mourato | Treinador-Adjunto   |
| João Vintém     | Treinador-Adjunto   |
| Ricardo Mouro   | Treinador-Adjunto   |
| José Carrilho   | Treinador-Adjunto   |

### Treinadores Sub 14
| Nome              | Posição             |
| ----------------- | ------------------- |
| Francisco Barbado | Treinador principal |
| João Baeta        | Treinador-Adjunto   |
| Francisco Caroço  | Treinador-Adjunto   |
| Francisco Barata  | Treinador-Adjunto   |
| André Delicado    | Treinador-Adjunto   |
| Herberto Brunk    | Treinador-Adjunto   |
| Daniel Costa      | Treinador-Adjunto   |

## Palmarés

### Rugby Union
Seniores
- Campeonato Nacional de Equipas Emergentes 2º lugar (2006/07)
- Campeonato de Equipas Emergentes Zona Sul 2º lugar (2007/08)

Sub 18
- Campeonato de Equipas Emergentes Zona Sul campeão (2007/08)

### Beach Rugby
Seniores
- I Beach Rugby Abrantes 4º lugar (2007)
- II Beach Rugby Abrantes 6º lugar (2008)
- I Beach Rugby Figueira da Foz 8º lugar (2008)

## Calendário e Resultados

### Seniores

#### Sub 18
Campeonato Nacional Sub 18- Grupo B - Sul
| JORNADA                             | Resultado               |
| ----------------------------------- | ----------------------- |
| 1ªJornada 25-26 de outubro de 2008  | CD BEJA-CRUP (adiado)   |
| 2ªJornada 8 de setembro de 2011/08  | CRUP 0 - 10 RC Loulé    |
| 3ªJornada 15-16 de novembro de 2008 | R.ESTREMOZ 12 - 29 CRUP |
| 4ªJornada 22-23 de novembro de 2008 | CRUP-RC ELVAS           |
| 5ªJornada 6 de julho de 2012/08     | VILAMOURA XV RC-CRUP    |
| 6ªJornada 13-14 de dezembro de 2008 | CRUP-CD BEJA            |
| 7ªJornada 20-21 de dezembro de 2008 | RC LOULÉ-CRUP           |
| 8ªJornada 10-11 de janeiro de 2009  | CRUP-R-ESTREMOZ         |
| 9ªJornada 17-18 de janeiro de 2009  | RC ELVAS-CRUP           |
| 10ªJornada 24-25 de janeiro de 2009 | CRUP-VILAMOURA XV RC    |

#### Sub 14
Convívios Nacionais Sub 8,10,12 e 14
| Data            | Local do Convivio |
| --------------- | ----------------- |
| 1/2 Novembro    | Lisboa            |
| 15/16 Novembro  | Portalegre        |
| 20/21 Dezembro  | Montemor          |
| 10/11 Janeiro   | Loulé             |
| 7/8 Fevereiro   | Lisboa            |
| 21/22 Fevereiro | Lisboa            |
| 14/15 Março     | Lisboa            |